# Roman Sasin
Roman Sasin (ur. 11 lipca 1955 w Brzezinach) – polski samorządowiec, urzędnik i polityk, były wicestarosta brzeziński i wiceburmistrz  Brzezin, w 2019 poseł na Sejm VIII kadencji.

## Życiorys
Absolwent Technikum Samochodowego w Tomaszowie Mazowieckim. W 2009 ukończył studia magisterskie z gospodarki przestrzennej na Wydziale Ekonomiczno-Socjologicznym Uniwersytetu Łódzkiego. Na tym samym wydziale kształcił się też podyplomowo z zakresu wyceny i zarządzania nieruchomościami. Pracował m.in. jako kierownik działu w spółce Celmit i zarządca komisaryczny Okręgowego Przedsiębiorstwa Obrotu Zwierzętami Hodowlanymi.
Związał się politycznie z Prawem i Sprawiedliwością. W 2010 i 2014 był wybierany do rady powiatu brzezińskiego. W 2018 bez powodzenia kandydował do rady miejskiej Brzezin i na burmistrza (zdobył 9,71% głosów, zajmując ostatnie, szóste miejsce). Sprawował funkcję wicestarosty powiatu brzezińskiego i zastępcy burmistrza Brzezin. W 2019 objął stanowisko dyrektora w Biurze Planowania Przestrzennego Województwa Łódzkiego.
W 2015 bez powodzenia kandydował do Sejmu w okręgu łódzkim, otrzymując 3365 głosów i zajmując szóste miejsce wśród kandydatów PiS (partii przypadły w tym okręgu 4 miejsca w Sejmie). W 2019 uzyskał możliwość objęcia mandatu posła w miejsce wybranej do Europarlamentu Joanny Kopcińskiej, na co wyraził zgodę. Złożył ślubowanie 12 czerwca 2019. W wyborach w tym samym roku nie uzyskał poselskiej reelekcji. W 2023 ponownie kandydował z listy PiS do Sejmu. W 2024 wystartował natomiast do Sejmiku Województwa Łódzkiego.